# دانه‌خوار پس‌سرسفید
دانه‌خوار پس‌سرسفید (نام علمی: Dolospingus fringilloides) نام یک گونه از تیره فرخندگان است.